# Весна Станковић
Весна Станковић (Медвеђица, 26. март 1972) српска је филмска, телевизијска, позоришна и гласовна глумица.

## Биографија
Рођена је 26. марта 1972. године у Медвеђици. Са десет година се са породицом сели у Петровац на Млави где је завршила средњу школу и започиње прве глумачке кораке у градском позоришту. После средње школе уписала је Правни факултет у Београду, да би после треће године студија права уписала Факултет драмских уметности у Београду у класи проф. Владимира Јевтовића. Била је асистент на Академији уметности Ружици Сокић на катедри за глуму.
Са др Милованом Здравковићем основала је позоришну трупу Балкан Нови Покрет где је била аутор бројних представа као што су „Сан о Балкану”, „Вилинско коло”, „Месечеве кћери”, „Човек од земље”, „Биће од светлости”, „Магија заветног дрвета”, „Мума падури”, али и „Метар и по до Цезара”, „Петнаеста жртва”, „Жикина династија” и „Лина од камена тврђа”, „Лујза Мишић”,  „Цимет и ванила”, „Милунка”, „Уби ме курје око”, „Добри човек”, „Сокин и Босина”, „Љубавни времеплов”, „Љубавни времеплов 2”, "Др."
За монодраму „Лина од камена тврђа” Јована Д. Петровића добија две златне колајне на Фестивалу монодраме и пантомиме у Земуну, награду за најбољу женску улогу у Источном Сарајеву и награду за најбољу глумицу фестивала у Корчи. За монодраму "Милунка" добија поново златну колајну за најбољу представу фестивала у избору публике.
На телевизије је остварила низ улога у документарним и играним формама, а на радију добија годишњу награду за најбољу глумицу у сезони. Добитница је Златне значке Културно-просветне заједнице Србије за допринос у култури.
Са позоришном трупом и театром "Балкан Нови Покрет" учествовала је на бројним међународним фестивалима где добије значајне награде и похвале: Лондон, Единбург, Албанија, Турска, Бугарска, Молдавија...Такође њене представе су радо виђене на сценама Србије, Хрватске, Македоније, Словеније , БиХ, Црне Горе,Италије, Мађарске, Аустрије, Немачке, Швајцарске, ,Шведске, Исланда, Француске, Румуније ,Русије,Дубаија, Канаде, САД, Аустралије,
Бави се писањем, режијом и едукацијом.
Била је активна у Националном савету влашке националне мањине.

## Позориште
Запослена је у Југословенском драмском позоришту од 2000. године, где је играла у "Коштани", "Вишњику", "Андромахи", "У мочвари", "Није смрт бицикло", "Госпођици“, "Под жрвњем, "Тако је, ако вам се тако чини", "Пучина".
Играла је у Звездара театру у представи "Вирус", у Београдском драмском позоришту "Кети и нилски коњ" и "Марко Краљевић", у Атељеу 212 "Дуго путовање у ноћ", у позориштанцету Пуж "Бесну глисту", у Позоришту на Теразијама "Чај од јасмина“. У Народном позоришту  Београд игра у представи "Добри човек" а у Звездара театру у представи "Бајка о позоришту".

## Филмографија
| Год.       | Назив                               | Улога      |
| ---------- | ----------------------------------- | ---------- |
| 2022—2023. | Од јутра до сутра                   | Мира       |
| 2021.      | Колегинице                          | Зорица     |
| 2019.      | Истине и лажи                       | Јагода     |
| 2015.      | Није смрт бицикло (да ти га украду) | Александра |
| 2013.      | Чекрк                               | Зорка      |
| 2010.      | Приђи ближе                         | Директорка |
| 2007—2008. | Кафаница близу СИС-а                |            |
| 2006—2007. | Агенција за СИС                     |            |
| 2001.      | Виртуелна стварност                 | Комшиница  |

## Улоге у синхронизацијама
| Година     | Наслов                           | Улога                                        |
| ---------- | -------------------------------- | -------------------------------------------- |
| 2006.      | Артур и Минимоји                 | Бака Дејзи                                   |
| 2006—2009. | Брац                             | Бордин Максвел                               |
| 2006.      | Мики Маус и пријатељи            | Пата Патак итд.                              |
| 2006.      | Пачије приче                     | Светлуцајућа Голди                           |
| 2006.      | Пустоловине Микија и Паје        | Пата Патак итд.                              |
| 2007.      | Брац: Страствена мода            | Бордин Максвел                               |
| 2007.      | Миш Базил, велики детектив       | Мишија краљица, Конобарица, Госпођица мишица |
| 2008.      | Микијева радионица (1999)        | Пата Патак итд.                              |
| 2008.      | Микијев клуб                     | Пата Патак итд.                              |
| 2008.      | Паја Патак вам представља        | Пата Патак итд.                              |
| 2008.      | Принцеза и гоблин                | Лути                                         |
| 2008.      | Брац бебе спасавају Божић        | Захаријева дадиља                            |
| 2009.      | Авантуре Паје Патка              | Пата Патак                                   |
| 2009.      | Артур и Малтазарова освета       | Бака Дејзи                                   |
| 2009—2012. | Галактички фудбал (С1—2)         | Дејм Симбај, Маја                            |
| 2009.      | Микијева играоница (Лаудворкс)   | Пата Патак, Белка, Бака Мраз                 |
| 2010.      | Диносаурус                       | Ема                                          |
| 2010.      | Џејмс и џиновска бресква         | Aunt Sponge                                  |
| 2011.      | Мачак у чизмама (2011)           | Имелда                                       |
| 2011.      | Мисија: Спасити Божић            |                                              |
| 2011.      | Црни казан                       | Орду                                         |
| 2012—2017. | Миа и ја (С1-3)                  | Гаргона, Франка, Лусијана, Гарнивера (С3)    |
| 2012.      | Алиса у земљи чуда               | Птица на дрвету, Црвена ружа, Мама острига   |
| 2012.      | Звончица и тајна крила           | Вилинска краљица, приповедачица              |
| 2012.      | Храбра Мерида                    | Краљица Елинор                               |
| 2013.      | Мали принц (Лаудворкс)           | додатни гласови                              |
| 2014.      | Брац вампирице                   | Мегана Брумстикс                             |
| 2014.      | Град хероја                      | Тетка Кеси Хамада                            |
| 2014.      | Звончица и вила гусарка          | Вилинска краљица                             |
| 2015.      | Звончица и чудовиште из Недођије | Вилинска краљица                             |
| 2020.      | Напред                           | Лорел                                        |
| 2022.      | Баз Светлосни                    | Алиша Хоторн                                 |
| 2023.      | Елементал                        | Врутка                                       |